# Polka de W.R.

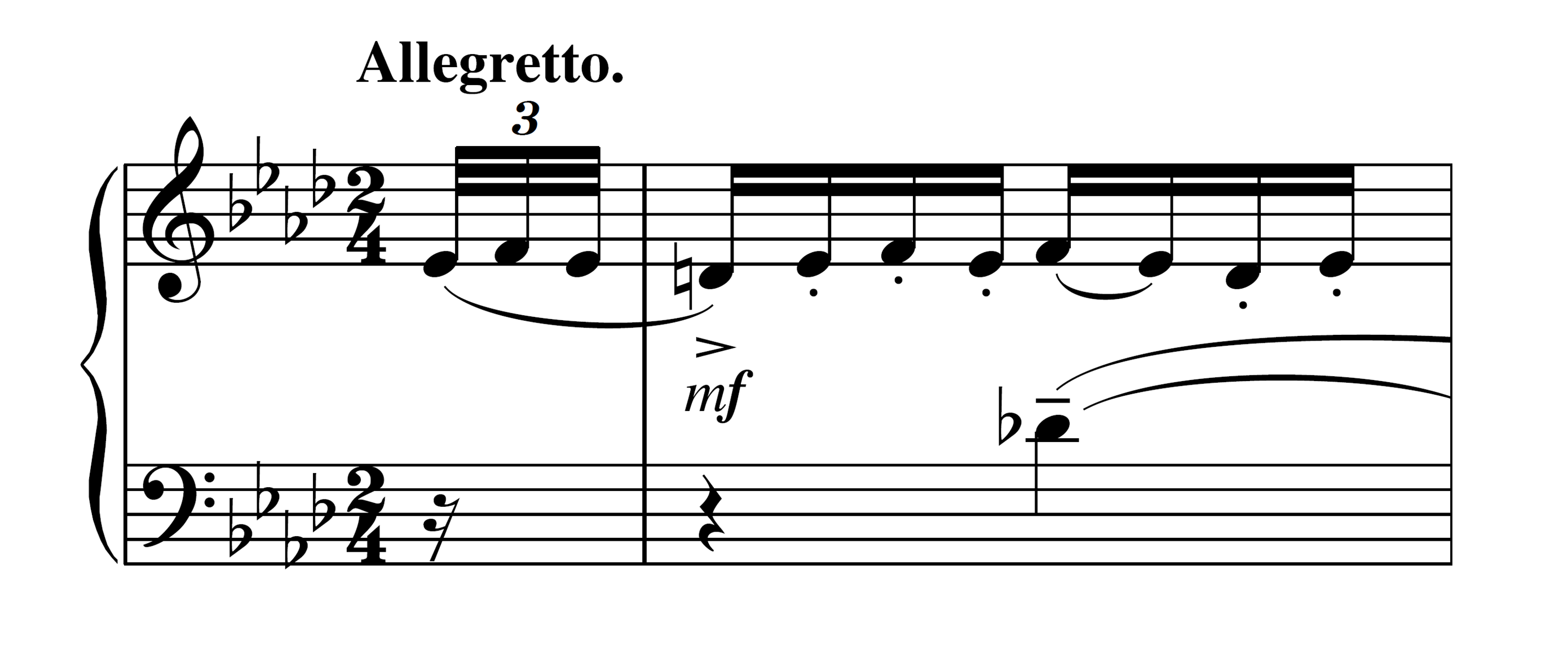
Beginn der Polka de W.R.

Die Polka de W.R. (engl. häufig Polka de V.R., Erstausgabe: Polka V.R.) ist ein ca. 4-minütiges Klavierstück von Sergei Rachmaninow, entstanden am 11. Märzjul. / 24. März 1911greg.. Vorlage der Transkription ist die Lachtäubchen Scherzpolka, op 303 von Franz Behr. Rachmaninows Bearbeitung wurde im Juni 1911 erstmals in einer Nouvelle Collection de Musique zusammen mit Werken von Skrjabin, Medtner, Tanejew, Catoire und Goedicke bei Edition Russe de Musique, im gleichen Jahr auch im Verlag Gutheil, Leipzig, veröffentlicht.
Franz Behr (1837–1898) war ein deutscher Komponist insb. von Salonmusik für das Klavier, der heute völlig vergessen ist. Die Scherzpolka war das Lieblingsstück von Rachmaninows Vater Wassili (W.R. = Wassili Rachmaninow, engl. Vassily Rachmaninov = V.R.) und es ist wahrscheinlich, dass Rachmaninow annahm, dass es ein Originalwerk des Vaters sei, da sich in den veröffentlichten Ausgaben keinerlei Hinweis auf Behr befindet. Erst im ausgehenden 20. Jahrhundert wurde Behr als Urheber allgemein bekannt.
Rachmaninows virtuos gesetzte Klaviertranskription, die Behrs originalen Mittelteil weglässt, ist Leopold Godowsky gewidmet und wurde am 6. Mai 1922 in der Queen’s Hall in London vom Komponisten erstmals öffentlich aufgeführt. Rachmaninow behielt das Werk danach zeitlebens im Repertoire und spielte es nicht weniger als viermal ein; es ist damit neben dem Prélude op. 3/2 das von ihm am häufigsten aufgenommene Werk. Das Werk genoss in der Ära der letzten romantischen Virtuosen große Popularität und wurde von vielen Pianisten, z. B. Vladimir Horowitz oder Shura Cherkassky, häufig als Zugabe gespielt.

## Auswahldiskografie
| Pianist                                  | Aufnahmedatum und -ort                      | aktuelles Label und Nr. | Nettospieldauer | Ossia T.21 |
| ---------------------------------------- | ------------------------------------------- | ----------------------- | --------------- | ---------- |
| Sergei Rachmaninow (Ampico Klavierrolle) | 17.3.1919/27.8.1996                         | Telarc CD-80489         | 4:05            | ja         |
| Sergei Rachmaninow (Edison Records)      | 23.4.1919                                   | RCA 82876-67892-2       | 4:08            | ja         |
| Sergei Rachmaninow (Victor)              | 14.10.1921                                  | RCA 82876-67892-2       | 4:00            | ja         |
| Sergei Rachmaninow (Victor)              | 4.4.1928                                    | RCA 82876-67892-2       | 3:47            | ja         |
| Simon Barere                             | 11.11.1947 live Carnegie Hall               | APR 5623                | 3:18            | nein       |
| Vladimir Horowitz                        | ca. 1975–80 live                            | RCA GD 87754            | 3:53            | ja         |
| Shura Cherkassky                         | 22.11.1979 live Queen Elizabeth Hall London | Decca 476 8537          | 3:44            | nein       |
| Vladimir Horowitz                        | 20.4.1986 live Moskauer Konservatorium      | DGG 419 499-2           | 3:37            | ja         |